# 暴走族取締強化月間
暴走族取締強化月間（ぼうそうぞくとりしまりきょうかげっかん）は、警察庁が中心となって実施している暴走族取り締まり運動である。

## 期間
- 毎年6月1日 ～ 6月30日 の1ヶ月間

## 目的
暴走族による共同危険行為がさらに本格化する夏場を控え、先制的に取り締まり等の対策を強化することにより、それらの封圧を図ること。

## 実施内容
以下の項目を重点的に排除するための活動を行う。
1. 暴走族の封圧を主眼とした取締りの強化

- 取り締まり体制の確立等
- 効果的な暴走族取り締まり等の推進
- 暴走行動に使用される車両への対策の強化

1. 検挙した暴走族に対する離脱・立直り支援
2. 関係機関・団体との連携による暴走族追放気運の向上